# Song Qiwu
Song Qiwu (chiń. 宋祺武, ur. 20 sierpnia 2001 w Ziyang) – chiński skoczek narciarski, reprezentant klubu Puijon Hiihtoseura. Olimpijczyk (2022). Wielokrotny mistrz kraju, rekordzista Chin w długości skoku narciarskiego mężczyzn.

## Przebieg kariery
Pochodzący z prowincji Syczuan. Song jako junior uprawiał lekkoatletykę, specjalizując się w biegu na 400 metrów. Treningi skoków narciarskich rozpoczął dopiero jako 17-latek. W sezonie zimowym 2019/2020 bez większych sukcesów startował w zawodach lokalnych rozgrywanych w Finlandii (brał udział między innymi w mistrzostwach tego kraju).
W sezonie 2020/2021 zaczął odnosić sukcesy na arenie krajowej. W październiku 2020 wygrał dwa konkursy rozegrane z okazji otwarcia przebudowy kompleksu skoczni narciarskich w Beidahu. 2 stycznia 2021 na skoczni Qishan HS140 w Laiyuan oddał skok na odległość 141,5 metra, o 13 metrów poprawiając wcześniejszy rekord Chin w długości skoku narciarskiego mężczyzn (128,5 metra jakie w styczniu 2020 w Planicy uzyskał Li Chao). W marcu 2021 zdobył cztery złote medale mistrzostw Chin rozegranych w kompleksie Qishan.
3 lipca 2021 w Otepää zadebiutował w oficjalnych zawodach międzynarodowych rozgrywanych pod egidą FIS, zajmując 21. lokatę w konkursie FIS Cupu, tym samym zdobywając pierwsze w karierze punkty tego cyklu. Dwa tygodnie później w Kuopio, w ramach letniej edycji tego cyklu, po raz pierwszy wystąpił w zawodach Pucharu Kontynentalnego – w pierwszym konkursie został zdyskwalifikowany, a w drugim był 47. 21 sierpnia 2021 w Râșnovie po raz pierwszy punktował w zawodach tego cyklu, plasując się na 30. pozycji. 11 września 2021 w Czajkowskim zadebiutował w Letnim Grand Prix, zajmując 29. lokatę, stając się tym samym pierwszym Chińczykiem, który zdobył punkty w męskich zawodach najwyższej rangi w skokach narciarskich. W listopadzie 2021 w Niżnym Tagile po raz pierwszy przystąpił do rywalizacji w Pucharze Świata, jednak w kwalifikacjach do pierwszego konkursu został zdyskwalifikowany, a eliminacji do drugich zawodów nie przebrnął. W lutym 2022 wziął udział w Zimowych Igrzyskach Olimpijskich 2022. Indywidualnie zarówno na skoczni normalnej, jak i dużej nie uzyskał awansu do głównej części zmagań, zajmując odpowiednio 53. (mniejszy obiekt) i 55. (większy) miejsce w kwalifikacjach. Natomiast drużynowo z reprezentacją Chin zajął 10. lokatę w drużynie mieszanej oraz 11. w drużynie męskiej.
18 lutego 2023 zadebiutował w konkursie głównym Pucharu Świata, zajmując 43. miejsce w Râșnovie. Wystąpił na Mistrzostwach Świata w Narciarstwie Klasycznym 2023, na których odpadł w kwalifikacjach do obu konkursów indywidualnych, a w drużynie mieszanej zajął 12. pozycję.

## Igrzyska olimpijskie

### Indywidualnie
| 2022 Pekin/Zhangjiakou | – | nie zakwalifikował się (K-95), nie zakwalifikował się (K-125) |

### Drużynowo
| 2022 Pekin/Zhangjiakou | – | 10. miejsce (drużyna mieszana/K-95), 11. miejsce |

### Starty Songa Qiwu na igrzyskach olimpijskich – szczegółowo
| Miejsce | Dzień     | Rok  | Miejscowość | Skocznia  | Punkt K | HS     | Konkurs      | Skok 1 | Skok 2 | Nota                 | Strata                  | Zwycięzca               |
| ------- | --------- | ---- | ----------- | --------- | ------- | ------ | ------------ | ------ | ------ | -------------------- | ----------------------- | ----------------------- |
| NQ      | 6 lutego  | 2022 | Zhangjiakou | Snow Ruyi | K-95    | HS-106 | indywid.     | 61,5 m | 61,5 m | 24,3 pkt             | Nie zakwalifikował się. | Nie zakwalifikował się. |
| 10.     | 7 lutego  | 2022 | Zhangjiakou | Snow Ruyi | K-95    | HS-106 | druż. miesz. | 71,5 m | –      | 229,8 pkt (57,7 pkt) | 771,7 pkt               | Słowenia                |
| NQ      | 12 lutego | 2022 | Zhangjiakou | Snow Ruyi | K-125   | HS-140 | indywid.     | 94,5 m | 94,5 m | 50,7 pkt             | Nie zakwalifikował się. | Nie zakwalifikował się. |
| 11.     | 14 lutego | 2022 | Zhangjiakou | Snow Ruyi | K-125   | HS-140 | druż.        | 86,0 m | –      | 115,0 pkt (31,7 pkt) | 827,7 pkt               | Austria                 |

## Mistrzostwa świata

### Indywidualnie
| 2023 Planica   | – | nie zakwalifikował się (K-95), nie zakwalifikował się (K-125) |
| 2025 Trondheim | – | nie zakwalifikował się (K-94), 46. miejsce (K-124)            |

### Drużynowo
| 2023 Planica   | – | 12. miejsce (drużyna mieszana/K-95)                      |
| 2025 Trondheim | – | 12. miejsce (drużyna mieszana/K-94), 11. miejsce (K-124) |

### Starty Songa Qiwu na mistrzostwach świata – szczegółowo
| Miejsce | Dzień     | Rok  | Miejscowość | Skocznia            | Punkt K | HS     | Konkurs      | Skok 1  | Skok 2  | Nota                 | Strata                  | Zwycięzca               |
| ------- | --------- | ---- | ----------- | ------------------- | ------- | ------ | ------------ | ------- | ------- | -------------------- | ----------------------- | ----------------------- |
| NQ      | 25 lutego | 2023 | Planica     | Srednja skakalnica  | K-95    | HS-102 | indywid.     | 84,0 m  | 84,0 m  | 96,1 pkt             | Nie zakwalifikował się. | Nie zakwalifikował się. |
| 12.     | 26 lutego | 2023 | Planica     | Srednja skakalnica  | K-95    | HS-102 | druż. miesz. | 79,0 m  | –       | 382,0 pkt (89,5 pkt) | 635,2 pkt               | Niemcy                  |
| NQ      | 3 marca   | 2023 | Planica     | Bloudkova velikanka | K-125   | HS-138 | indywid.     | 103,5 m | 103,5 m | 65,4 pkt             | Nie zakwalifikował się. | Nie zakwalifikował się. |
| NQ      | 2 marca   | 2025 | Trondheim   | Granåsen            | K-94    | HS-102 | indywid.     | 89,0 m  | 89,0 m  | 90,5 pkt             | Nie zakwalifikował się. | Nie zakwalifikował się. |
| 12.     | 5 marca   | 2025 | Trondheim   | Granåsen            | K-124   | HS-138 | druż. miesz. | 114,5 m | –       | 231,3 pkt (89,9 pkt) | 789,1 pkt               | Norwegia                |
| 11.     | 6 marca   | 2025 | Trondheim   | Granåsen            | K-124   | HS-138 | druż.        | 110,5 m | –       | 195,6 pkt (85,8 pkt) | 885,2 pkt               | Słowenia                |
| 46.     | 8 marca   | 2025 | Trondheim   | Granåsen            | K-124   | HS-138 | indywid.     | 108,5 m | –       | 84,4 pkt             | 217,4 pkt               | Domen Prevc             |

## Puchar Świata

### Miejsca w poszczególnych konkursach indywidualnychPucharu Świata
stan po zakończeniu sezonu 2024/2025
| Źródło | Źródło            | Źródło     | Źródło     | Źródło                 | Źródło                 | Źródło                 | Źródło                 | Źródło           | Źródło                       | Źródło                       | Źródło                       | Źródło              | Źródło              | Źródło         | Źródło                 | Źródło                 | Źródło                | Źródło          | Źródło            | Źródło            | Źródło            | Źródło        | Źródło     | Źródło           | Źródło            | Źródło            | Źródło          | Źródło          | Źródło      | Źródło        | Źródło        | Źródło | Źródło | Źródło | Źródło | Źródło | Źródło | Źródło | Źródło | Źródło | Źródło | Źródło | Źródło | Źródło | Źródło | Źródło | Źródło | Źródło | Źródło |
| --- | ----------------- | ---------- | ---------- | ---------------------- | ---------------------- | ---------------------- | ---------------------- | ---------------- | ---------------------------- | ---------------------------- | ---------------------------- | ------------------- | ------------------- | -------------- | ---------------------- | ---------------------- | --------------------- | --------------- | ----------------- | ----------------- | ----------------- | ------------- | ---------- | ---------------- | ----------------- | ----------------- | --------------- | --------------- | ----------- | ------------- | ------------- | ------ | ------ | ------ | ------ | ------ | ------ | ------ | ------ | ------ | ------ | ------ | ------ | ------ | ------ | ------ | ------ | ------ | ------ |
| Sezon 2021/2022 |                   |            |            |                        |                        |                        |                        |                  |                              |                              |                              |                     |                     |                |                        |                        |                       |                 |                   |                   |                   |               |            |                  |                   |                   |                 |                 |             |               |               |        |        |        |        |        |        |        |        |        |        |        |        |        |        |        |        |        |        |
| Niżny Tagił HS134 | Niżny Tagił HS134 | Ruka HS142 | Ruka HS142 | Wisła HS134            | Klingenthal HS140      | Klingenthal HS140      | Engelberg HS140        | Engelberg HS140  | Oberstdorf HS137             | Garmisch-Partenkirchen HS142 | Bischofshofen HS142          | Bischofshofen HS142 | Bischofshofen HS142 | Zakopane HS140 | Titisee-Neustadt HS142 | Titisee-Neustadt HS142 | Willingen HS147       | Willingen HS147 | Lahti HS130       | Lahti HS130       | Lillehammer HS140 | Oslo HS134    | Oslo HS134 | Oberstdorf HS235 | Oberstdorf HS235  | Planica HS240     | Planica HS240   | punkty          | punkty      | punkty        | punkty        | punkty | punkty | punkty | punkty | punkty | punkty | punkty | punkty | punkty | punkty | punkty | punkty | punkty | punkty | punkty |        |        |        |
| q | q                 | -          | -          | -                      | -                      | -                      | -                      | -                | -                            | -                            | -                            | -                   | -                   | -              | -                      | -                      | -                     | -               | -                 | -                 | -                 | -             | -          | -                | -                 | -                 | -               | 0               | 0           | 0             | 0             | 0      | 0      | 0      | 0      | 0      | 0      | 0      | 0      | 0      | 0      | 0      | 0      | 0      | 0      | 0      |        |        |        |
| Sezon 2022/2023 |                   |            |            |                        |                        |                        |                        |                  |                              |                              |                              |                     |                     |                |                        |                        |                       |                 |                   |                   |                   |               |            |                  |                   |                   |                 |                 |             |               |               |        |        |        |        |        |        |        |        |        |        |        |        |        |        |        |        |        |        |
| Wisła HS134 | Wisła HS134       | Ruka HS142 | Ruka HS142 | Titisee-Neustadt HS142 | Titisee-Neustadt HS142 | Engelberg HS140        | Engelberg HS140        | Oberstdorf HS137 | Garmisch-Partenkirchen HS142 | Innsbruck HS128              | Bischofshofen HS142          | Zakopane HS140      | Sapporo HS137       | Sapporo HS137  | Sapporo HS137          | Bad Mitterndorf HS235  | Bad Mitterndorf HS235 | Willingen HS147 | Willingen HS147   | Lake Placid HS128 | Lake Placid HS128 | Râșnov HS97   | Oslo HS134 | Oslo HS134       | Lillehammer HS140 | Lillehammer HS140 | Vikersund HS240 | Vikersund HS240 | Lahti HS130 | Planica HS240 | Planica HS240 | punkty |        |        |        |        |        |        |        |        |        |        |        |        |        |        |        |        |        |
| - | -                 | -          | -          | -                      | -                      | -                      | -                      | -                | -                            | -                            | -                            | -                   | -                   | -              | -                      | -                      | -                     | -               | -                 | -                 | -                 | 43            | -          | -                | -                 | -                 | -               | -               | -           | -             | -             | 0      |        |        |        |        |        |        |        |        |        |        |        |        |        |        |        |        |        |
| Sezon 2024/2025 |                   |            |            |                        |                        |                        |                        |                  |                              |                              |                              |                     |                     |                |                        |                        |                       |                 |                   |                   |                   |               |            |                  |                   |                   |                 |                 |             |               |               |        |        |        |        |        |        |        |        |        |        |        |        |        |        |        |        |        |        |
| Lillehammer HS140 | Lillehammer HS140 | Ruka HS142 | Ruka HS142 | Wisła HS134            | Wisła HS134            | Titisee-Neustadt HS142 | Titisee-Neustadt HS142 | Engelberg HS140  | Engelberg HS140              | Oberstdorf HS137             | Garmisch-Partenkirchen HS142 | Innsbruck HS128     | Bischofshofen HS142 | Zakopane HS140 | Oberstdorf HS235       | Oberstdorf HS235       | Willingen HS147       | Willingen HS147 | Lake Placid HS128 | Lake Placid HS128 | Sapporo HS137     | Sapporo HS137 | Oslo HS134 | Vikersund HS240  | Vikersund HS240   | Lahti HS130       | Planica HS240   | Planica HS240   | punkty      | punkty        | punkty        | punkty | punkty | punkty | punkty | punkty | punkty | punkty | punkty | punkty | punkty | punkty | punkty | punkty | punkty | punkty | punkty |        |        |
| - | -                 | q          | 37         | -                      | -                      | -                      | -                      | -                | -                            | -                            | -                            | -                   | -                   | -              | -                      | -                      | -                     | -               | -                 | -                 | -                 | -             | -          | -                | -                 | 34                | -               | -               | 0           | 0             | 0             | 0      | 0      | 0      | 0      | 0      | 0      | 0      | 0      | 0      | 0      | 0      | 0      | 0      | 0      | 0      | 0      |        |        |
| Legenda |                   |            |            |                        |                        |                        |                        |                  |                              |                              |                              |                     |                     |                |                        |                        |                       |                 |                   |                   |                   |               |            |                  |                   |                   |                 |                 |             |               |               |        |        |        |        |        |        |        |        |        |        |        |        |        |        |        |        |        |        |
| 1 2 3 4-10 11-30 poniżej 30 dq – dyskwalifikacja q – dyskwalifikacja w kwalifikacjach q – zawodnik nie zakwalifikował się - – zawodnik nie wystartował |                   |            |            |                        |                        |                        |                        |                  |                              |                              |                              |                     |                     |                |                        |                        |                       |                 |                   |                   |                   |               |            |                  |                   |                   |                 |                 |             |               |               |        |        |        |        |        |        |        |        |        |        |        |        |        |        |        |        |        |        |

### Miejsca w poszczególnych konkursach drużynowychPucharu Świata
stan po zakończeniu sezonu 2024/2025
| Źródło                                                                          | Źródło          | Źródło          | Źródło                         | Źródło                         | Źródło                  | Źródło                    | Źródło                    | Źródło              | Źródło        |
| ------------------------------------------------------------------------------- | --------------- | --------------- | ------------------------------ | ------------------------------ | ----------------------- | ------------------------- | ------------------------- | ------------------- | ------------- |
| Sezon 2022/2023                                                                 | Sezon 2022/2023 | Sezon 2022/2023 | Titisee-Neustadt HS142 (mikst) | Zakopane HS140                 | Willingen HS147 (mikst) | Lake Placid HS128 (duety) | Râșnov HS97 (duety)       | Lahti HS130         | Planica HS240 |
| Sezon 2022/2023                                                                 | Sezon 2022/2023 | Sezon 2022/2023 | -                              | -                              | -                       | -                         | 13                        | -                   | -             |
| Sezon 2024/2025                                                                 | Sezon 2024/2025 | Sezon 2024/2025 | Lillehammer HS140 (mikst)      | Titisee-Neustadt HS142 (duety) | Zakopane HS140          | Willingen HS147 (mikst)   | Lake Placid HS128 (mikst) | Lahti HS130 (duety) | Planica HS240 |
| Sezon 2024/2025                                                                 | Sezon 2024/2025 | Sezon 2024/2025 | -                              | -                              | -                       | -                         | -                         | 13                  | -             |
| Legenda                                                                         |                 |                 |                                |                                |                         |                           |                           |                     |               |
| 1 2 3 4-8 poniżej 8 (Duety: 1 2 3 4-12 poniżej 12) - – zawodnik nie wystartował |                 |                 |                                |                                |                         |                           |                           |                     |               |

## Letnie Grand Prix

### Miejsca w klasyfikacji generalnej
| Sezon | Miejsce |
| ----- | ------- |
| 2021  | 87.     |

### Miejsca w poszczególnych konkursach indywidualnychLGP
stan po zakończeniu LGP 2024
| Źródło | Źródło      | Źródło           | Źródło           | Źródło           | Źródło            | Źródło          | Źródło            | Źródło | Źródło | Źródło | Źródło | Źródło | Źródło | Źródło | Źródło | Źródło | Źródło | Źródło | Źródło | Źródło | Źródło | Źródło | Źródło | Źródło | Źródło | Źródło |
| --- | ----------- | ---------------- | ---------------- | ---------------- | ----------------- | --------------- | ----------------- | ------ | ------ | ------ | ------ | ------ | ------ | ------ | ------ | ------ | ------ | ------ | ------ | ------ | ------ | ------ | ------ | ------ | ------ | ------ |
| 2021 |             |                  |                  |                  |                   |                 |                   |        |        |        |        |        |        |        |        |        |        |        |        |        |        |        |        |        |        |        |
| Wisła HS134 | Wisła HS134 | Courchevel HS135 | Szczuczyńsk HS99 | Szczuczyńsk HS99 | Czajkowskij HS140 | Hinzenbach HS90 | Klingenthal HS140 | punkty |        |        |        |        |        |        |        |        |        |        |        |        |        |        |        |        |        |        |
| - | -           | -                | -                | -                | 29                | -               | q                 | 2      |        |        |        |        |        |        |        |        |        |        |        |        |        |        |        |        |        |        |
| Legenda |             |                  |                  |                  |                   |                 |                   |        |        |        |        |        |        |        |        |        |        |        |        |        |        |        |        |        |        |        |
| 1 2 3 4-10 11-30 poniżej 30 dq – dyskwalifikacja q – dyskwalifikacja w kwalifikacjach q – zawodnik nie zakwalifikował się - – zawodnik nie wystartował |             |                  |                  |                  |                   |                 |                   |        |        |        |        |        |        |        |        |        |        |        |        |        |        |        |        |        |        |        |

### Miejsca w poszczególnych konkursach drużynowychLGP
stan po zakończeniu LGP 2024
| Źródło                              | Źródło | Źródło | Źródło | Źródło | Źródło | Źródło | Źródło | Źródło | Źródło                    |
| ----------------------------------- | ------ | ------ | ------ | ------ | ------ | ------ | ------ | ------ | ------------------------- |
| 2021                                | 2021   | 2021   | 2021   | 2021   | 2021   | 2021   | 2021   | 2021   | Czajkowskij HS140 (mikst) |
| 2021                                | 2021   | 2021   | 2021   | 2021   | 2021   | 2021   | 2021   | 2021   | 9                         |
| Legenda                             |        |        |        |        |        |        |        |        |                           |
| 1 2 3 4-8 poniżej 8 - – brak startu |        |        |        |        |        |        |        |        |                           |

## Puchar Kontynentalny

### Miejsca w klasyfikacji generalnej
| Sezon     | Miejsce |
| --------- | ------- |
| 2021/2022 | 81.     |
| 2022/2023 | 101.    |
| 2024/2025 | 71.     |

### Miejsca w poszczególnych konkursachPucharu Kontynentalnego
stan po zakończeniu sezonu 2024/2025
| Sezon 2021/2022                                                               |                   |                 |                 |                 |                 |                              |                              |                  |                  |                 |                   |                     |                     |                     |                     |                     |                     |                     |                     |                     |                |                |                |                |                |                |        |        |        |        |        |        |        |        |        |        |        |        |        |        |        |        |        |        |        |        |        |        |        |        |        |        |        |        |        |        |        |        |        |        |        |        |        |        |        |
| Zhangjiakou HS140                                                             | Zhangjiakou HS140 | Vikersund HS117 | Vikersund HS117 | Ruka HS142      | Ruka HS142      | Engelberg HS140              | Engelberg HS140              | Oberstdorf HS137 | Oberstdorf HS137 | Innsbruck HS128 | Innsbruck HS128   | Iron Mountain HS133 | Iron Mountain HS133 | Iron Mountain HS133 | Brotterode HS117    | Brotterode HS117    | Rena HS139          | Rena HS139          | Planica HS138       | Planica HS138       | Lahti HS130    | Lahti HS130    | Zakopane HS140 | Zakopane HS140 | Zakopane HS140 | punkty         | punkty | punkty | punkty | punkty | punkty | punkty | punkty | punkty | punkty | punkty | punkty | punkty | punkty | punkty | punkty | punkty | punkty | punkty | punkty | punkty | punkty | punkty | punkty | punkty | punkty | punkty | punkty | punkty | punkty | punkty | punkty | punkty | punkty | punkty | punkty | punkty | punkty | punkty | punkty |
| 21                                                                            | 19                | -               | -               | -               | -               | -                            | -                            | -                | -                | -               | -                 | -                   | -                   | -                   | -                   | -                   | -                   | -                   | -                   | -                   | -              | -              | -              | -              | -              | 22             | 22     | 22     | 22     | 22     | 22     | 22     | 22     | 22     | 22     | 22     | 22     | 22     | 22     | 22     | 22     | 22     | 22     | 22     | 22     | 22     | 22     | 22     | 22     | 22     | 22     | 22     | 22     | 22     | 22     | 22     | 22     | 22     | 22     | 22     | 22     | 22     | 22     | 22     | 22     |
| Sezon 2022/2023                                                               |                   |                 |                 |                 |                 |                              |                              |                  |                  |                 |                   |                     |                     |                     |                     |                     |                     |                     |                     |                     |                |                |                |                |                |                |        |        |        |        |        |        |        |        |        |        |        |        |        |        |        |        |        |        |        |        |        |        |        |        |        |        |        |        |        |        |        |        |        |        |        |        |        |        |        |
| Vikersund HS117                                                               | Vikersund HS117   | Ruka HS142      | Ruka HS142      | Engelberg HS140 | Engelberg HS140 | Planica HS138                | Planica HS138                | Sapporo HS137    | Sapporo HS137    | Sapporo HS137   | Eisenerz HS109    | Eisenerz HS109      | Klingenthal HS140   | Klingenthal HS140   | Rena HS139          | Rena HS139          | Iron Mountain HS133 | Iron Mountain HS133 | Iron Mountain HS133 | Iron Mountain HS133 | Zakopane HS140 | Zakopane HS140 | Lahti HS130    | Lahti HS130    | punkty         | punkty         | punkty | punkty | punkty | punkty | punkty | punkty | punkty | punkty | punkty | punkty | punkty | punkty | punkty | punkty | punkty | punkty | punkty | punkty | punkty | punkty | punkty | punkty | punkty | punkty | punkty | punkty | punkty | punkty | punkty | punkty | punkty | punkty | punkty | punkty | punkty | punkty | punkty | punkty |        |
| -                                                                             | -                 | -               | -               | -               | -               | 55                           | 59                           | 28               | 48               | 42              | 47                | 48                  | -                   | -                   | -                   | -                   | -                   | -                   | -                   | -                   | -              | -              | -              | -              | 3              | 3              | 3      | 3      | 3      | 3      | 3      | 3      | 3      | 3      | 3      | 3      | 3      | 3      | 3      | 3      | 3      | 3      | 3      | 3      | 3      | 3      | 3      | 3      | 3      | 3      | 3      | 3      | 3      | 3      | 3      | 3      | 3      | 3      | 3      | 3      | 3      | 3      | 3      | 3      |        |
| Sezon 2023/2024                                                               |                   |                 |                 |                 |                 |                              |                              |                  |                  |                 |                   |                     |                     |                     |                     |                     |                     |                     |                     |                     |                |                |                |                |                |                |        |        |        |        |        |        |        |        |        |        |        |        |        |        |        |        |        |        |        |        |        |        |        |        |        |        |        |        |        |        |        |        |        |        |        |        |        |        |        |
| Lillehammer HS140                                                             | Lillehammer HS140 | Ruka HS142      | Ruka HS142      | Engelberg HS140 | Engelberg HS140 | Garmisch-Partenkirchen HS142 | Garmisch-Partenkirchen HS142 | Innsbruck HS128  | Innsbruck HS128  | Sapporo HS137   | Sapporo HS137     | Sapporo HS137       | Willingen HS147     | Willingen HS147     | Lillehammer HS140   | Lillehammer HS140   | Brotterode HS117    | Brotterode HS117    | Iron Mountain HS133 | Iron Mountain HS133 | Planica HS138  | Planica HS138  | Lahti HS130    | Lahti HS130    | Zakopane HS140 | Zakopane HS140 | punkty |        |        |        |        |        |        |        |        |        |        |        |        |        |        |        |        |        |        |        |        |        |        |        |        |        |        |        |        |        |        |        |        |        |        |        |        |        |        |
| -                                                                             | -                 | 43              | 39              | -               | -               | -                            | -                            | -                | -                | -               | -                 | -                   | -                   | -                   | -                   | -                   | -                   | -                   | -                   | -                   | -              | -              | -              | -              | -              | -              | 0      |        |        |        |        |        |        |        |        |        |        |        |        |        |        |        |        |        |        |        |        |        |        |        |        |        |        |        |        |        |        |        |        |        |        |        |        |        |        |
| Sezon 2024/2025                                                               |                   |                 |                 |                 |                 |                              |                              |                  |                  |                 |                   |                     |                     |                     |                     |                     |                     |                     |                     |                     |                |                |                |                |                |                |        |        |        |        |        |        |        |        |        |        |        |        |        |        |        |        |        |        |        |        |        |        |        |        |        |        |        |        |        |        |        |        |        |        |        |        |        |        |        |
| Zhangjiakou HS106                                                             | Zhangjiakou HS106 | Ruka HS142      | Ruka HS142      | Engelberg HS140 | Engelberg HS140 | Bischofshofen HS142          | Bischofshofen HS142          | Sapporo HS137    | Sapporo HS137    | Sapporo HS137   | Lillehammer HS140 | Lillehammer HS140   | Kranj HS109         | Kranj HS109         | Iron Mountain HS133 | Iron Mountain HS133 | Iron Mountain HS133 | Iron Mountain HS133 | Lahti HS130         | Lahti HS130         | Zakopane HS140 | Zakopane HS140 | punkty         | punkty         | punkty         | punkty         | punkty | punkty | punkty | punkty | punkty | punkty | punkty | punkty | punkty | punkty | punkty | punkty | punkty | punkty | punkty | punkty | punkty | punkty | punkty | punkty | punkty | punkty | punkty | punkty | punkty | punkty | punkty | punkty | punkty | punkty | punkty | punkty | punkty | punkty | punkty | punkty |        |        |        |
| 21                                                                            | 32                | -               | -               | -               | -               | -                            | -                            | -                | -                | -               | -                 | -                   | 34                  | dq                  | -                   | -                   | -                   | -                   | 24                  | 25                  | -              | -              | 23             | 23             | 23             | 23             | 23     | 23     | 23     | 23     | 23     | 23     | 23     | 23     | 23     | 23     | 23     | 23     | 23     | 23     | 23     | 23     | 23     | 23     | 23     | 23     | 23     | 23     | 23     | 23     | 23     | 23     | 23     | 23     | 23     | 23     | 23     | 23     | 23     | 23     | 23     | 23     |        |        |        |
| Legenda                                                                       |                   |                 |                 |                 |                 |                              |                              |                  |                  |                 |                   |                     |                     |                     |                     |                     |                     |                     |                     |                     |                |                |                |                |                |                |        |        |        |        |        |        |        |        |        |        |        |        |        |        |        |        |        |        |        |        |        |        |        |        |        |        |        |        |        |        |        |        |        |        |        |        |        |        |        |
| 1 2 3 4-10 11-30 poniżej 30 dq – dyskwalifikacja - – zawodnik nie wystartował |                   |                 |                 |                 |                 |                              |                              |                  |                  |                 |                   |                     |                     |                     |                     |                     |                     |                     |                     |                     |                |                |                |                |                |                |        |        |        |        |        |        |        |        |        |        |        |        |        |        |        |        |        |        |        |        |        |        |        |        |        |        |        |        |        |        |        |        |        |        |        |        |        |        |        |

## Letni Puchar Kontynentalny

### Miejsca w klasyfikacji generalnej
| Sezon | Miejsce |
| ----- | ------- |
| 2021  | 101.    |

### Miejsca w poszczególnych konkursachLetniego Pucharu Kontynentalnego
stan po zakończeniu LPK 2024
| Źródło                                                                        | Źródło       | Źródło         | Źródło         | Źródło      | Źródło      | Źródło              | Źródło              | Źródło     | Źródło     | Źródło            | Źródło            | Źródło | Źródło | Źródło | Źródło | Źródło | Źródło | Źródło | Źródło | Źródło | Źródło | Źródło | Źródło | Źródło | Źródło | Źródło |
| ----------------------------------------------------------------------------- | ------------ | -------------- | -------------- | ----------- | ----------- | ------------------- | ------------------- | ---------- | ---------- | ----------------- | ----------------- | ------ | ------ | ------ | ------ | ------ | ------ | ------ | ------ | ------ | ------ | ------ | ------ | ------ | ------ | ------ |
| 2021                                                                          |              |                |                |             |             |                     |                     |            |            |                   |                   |        |        |        |        |        |        |        |        |        |        |        |        |        |        |        |
| Kuopio HS127                                                                  | Kuopio HS127 | Frenštát HS106 | Frenštát HS106 | Râșnov HS97 | Râșnov HS97 | Bischofshofen HS142 | Bischofshofen HS142 | Oslo HS106 | Oslo HS106 | Klingenthal HS140 | Klingenthal HS140 | punkty |        |        |        |        |        |        |        |        |        |        |        |        |        |        |
| dq                                                                            | 47           | 58             | 60             | 30          | 47          | -                   | -                   | -          | -          | 43                | 38                | 1      |        |        |        |        |        |        |        |        |        |        |        |        |        |        |
| Legenda                                                                       |              |                |                |             |             |                     |                     |            |            |                   |                   |        |        |        |        |        |        |        |        |        |        |        |        |        |        |        |
| 1 2 3 4-10 11-30 poniżej 30 dq – dyskwalifikacja - − zawodnik nie wystartował |              |                |                |             |             |                     |                     |            |            |                   |                   |        |        |        |        |        |        |        |        |        |        |        |        |        |        |        |

## FIS Cup

### Miejsca w klasyfikacji generalnej
| Sezon     | Miejsce |
| --------- | ------- |
| 2021/2022 | 115.    |
| 2024/2025 | 148.    |

### Miejsca w poszczególnych konkursachFIS Cupu
stan po zakończeniu sezonu 2024/2025
| Sezon 2021/2022                                                               |                    |                |                |                  |                  |             |             |              |              |                  |                  |             |             |                  |                  |               |               |                |              |               |               |                |                |               |               |                |                |        |        |        |        |        |        |        |        |        |        |        |        |        |        |        |        |        |        |        |
| Otepää HS97                                                                   | Otepää HS97        | Kuopio HS100   | Kuopio HS127   | Einsiedeln HS117 | Einsiedeln HS117 | Ljubno HS94 | Ljubno HS94 | Villach HS98 | Villach HS98 | Lahti HS100      | Lahti HS100      | Falun HS100 | Falun HS100 | Kandersteg HS106 | Kandersteg HS106 | Notodden HS98 | Notodden HS98 | Zakopane HS105 | Villach HS98 | Villach HS98  | Oberhof HS100 | Oberhof HS100  | punkty         | punkty        | punkty        | punkty         | punkty         | punkty | punkty | punkty | punkty | punkty | punkty | punkty | punkty | punkty | punkty | punkty | punkty | punkty | punkty |        |        |        |        |        |
| 21                                                                            | 22                 | 46             | 51             | -                | -                | -           | -           | 49           | 45           | -                | -                | -           | -           | -                | -                | -             | -             | -              | -            | -             | -             | -              | 19             | 19            | 19            | 19             | 19             | 19     | 19     | 19     | 19     | 19     | 19     | 19     | 19     | 19     | 19     | 19     | 19     | 19     | 19     |        |        |        |        |        |
| Sezon 2024/2025                                                               |                    |                |                |                  |                  |             |             |              |              |                  |                  |             |             |                  |                  |               |               |                |              |               |               |                |                |               |               |                |                |        |        |        |        |        |        |        |        |        |        |        |        |        |        |        |        |        |        |        |
| Hinterzarten HS109                                                            | Hinterzarten HS109 | Frenštát HS106 | Frenštát HS106 | Szczyrk HS104    | Szczyrk HS104    | Kranj HS109 | Kranj HS109 | Villach HS98 | Villach HS98 | Einsiedeln HS117 | Einsiedeln HS117 | Otepää HS97 | Otepää HS97 | Otepää HS97      | Kandersteg HS106 | Notodden HS98 | Notodden HS98 | Falun HS100    | Falun HS100  | Szczyrk HS104 | Szczyrk HS104 | Eisenerz HS109 | Eisenerz HS109 | Oberhof HS100 | Oberhof HS100 | Zakopane HS140 | Zakopane HS140 | punkty | punkty | punkty | punkty | punkty | punkty | punkty | punkty | punkty | punkty | punkty | punkty | punkty | punkty | punkty | punkty | punkty | punkty | punkty |
| -                                                                             | -                  | -              | -              | -                | -                | -           | -           | -            | -            | -                | -                | -           | -           | -                | -                | -             | -             | 27             | 27           | -             | -             | -              | -              | -             | -             | -              | -              | 8      | 8      | 8      | 8      | 8      | 8      | 8      | 8      | 8      | 8      | 8      | 8      | 8      | 8      | 8      | 8      | 8      | 8      | 8      |
| Legenda                                                                       |                    |                |                |                  |                  |             |             |              |              |                  |                  |             |             |                  |                  |               |               |                |              |               |               |                |                |               |               |                |                |        |        |        |        |        |        |        |        |        |        |        |        |        |        |        |        |        |        |        |
| 1 2 3 4-10 11-30 poniżej 30 dq – dyskwalifikacja - − zawodnik nie wystartował |                    |                |                |                  |                  |             |             |              |              |                  |                  |             |             |                  |                  |               |               |                |              |               |               |                |                |               |               |                |                |        |        |        |        |        |        |        |        |        |        |        |        |        |        |        |        |        |        |        |